# مجمع سوون الرياضي
مجمع سوون الرياضي (بالإنجليزية: Suwon Sports Complex)‏ هو ملعب كرة قدم متعدد الأغراض يقع في سوون، كوريا الجنوبية، يتسع لـ 24,670 متفرج.

## التاريخ
بدأ بناء الملعب في 1971 وافتتح في نفس العام.